# 越智春美
越智 春美（おち はるみ、1920年4月11日 - 2001年5月2日）は、日本の蘚苔類学者。ハリガネゴケ科の分類学的研究を行った。

## 略歴および業績
北海道枝幸郡頓別村（現、浜頓別町）に生まれた。北海道旭川師範学校で学んだ。北海道時代に植物採集を行い、1100枚の標本を作った。1939年に広島高等師範学校に進み、1943年に広島文理科大学（広島大学の前身）生物学科に入学した。卒業研究では、戦時下の研究で、ヌルデに、ヌルデシロアブラムシ(Schlechtendalia chinensis)がに寄生してできる、虫こぶ（虫癭）をタンニンの増産のために増やす研究を行い、この研究でアブラムシの生態とコケの関係からコケの研究に入ることになった。1945年に広島文理科大学を卒業後、鳥取師範学校に助教授に就任、1949年に鳥取大学学芸学部講師、1967年から教育学部教授を務めた。1984年から1985年の間、日本蘚苔類学会の第六代会長を務めた。
1960年、広島大学理学博士。論文の題は「日本及びその近接地域におけるカサゴケ科蘚類の再検討」。

## 著作
- A revision of the Bryaceae in Japan and the adjacent regions  Tottori Univ. (1959)